# 河伯

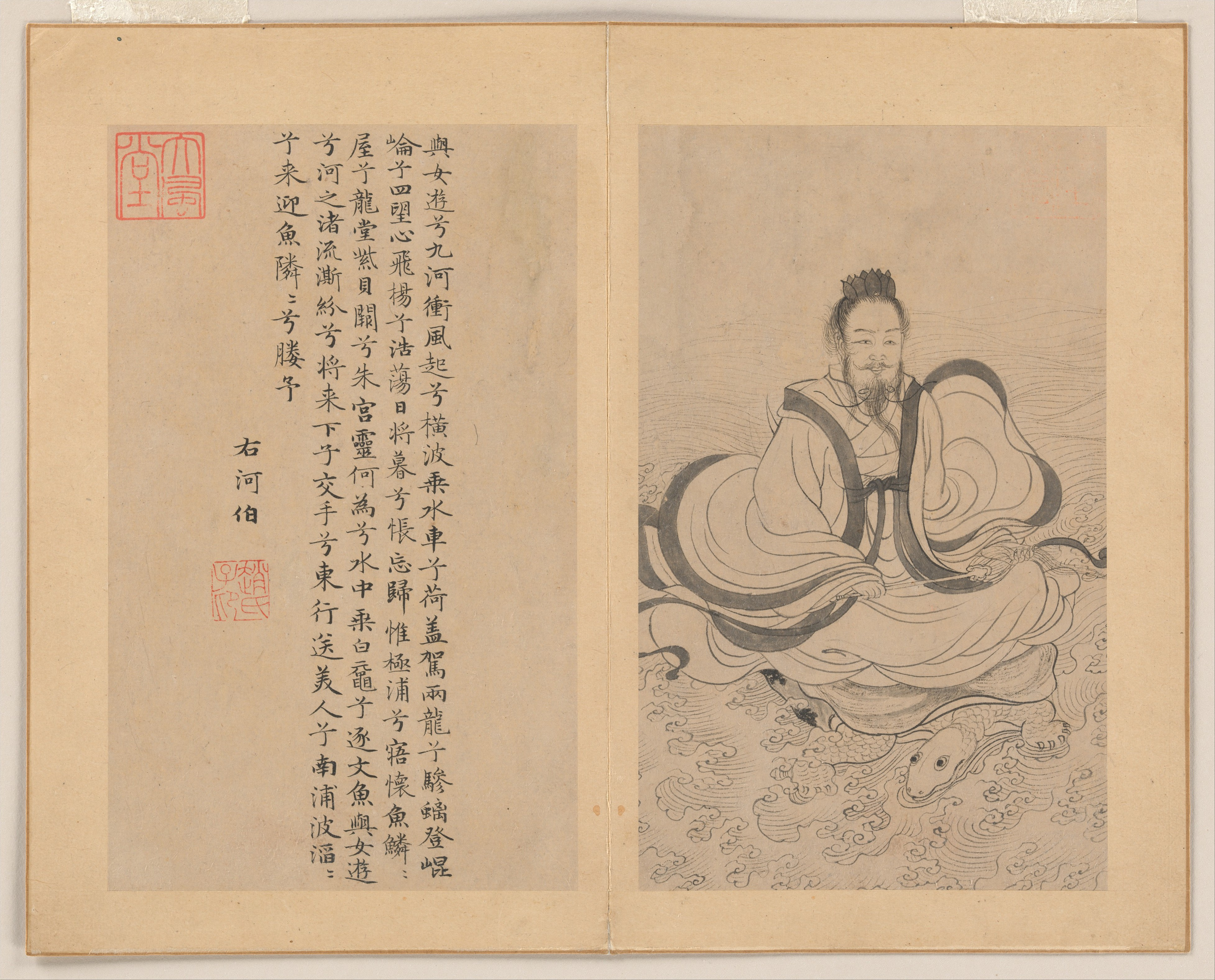
黄河的水神的河伯 (元 佚名 九歌圖 冊)

河伯，名叫冯夷或冰夷，是指中國民间信仰中黄河的水神，亦有說法認為是河川之神的通稱。住在黄河中，骑着白龟，以五采条纹的鱼为前导巡游视察各地，或者上溯到昆侖山与诸神聚会。过往民间有祭祀河伯以免招水患的习俗。

## 历史文献中提及的河伯

### 洛伯与河伯
《竹书纪年》记载，帝芬十六年，洛伯用与河伯冯夷斗。以历史学的解释，洛伯与河伯之战，夏朝君主槐时（约公元前18世纪），洛国（今河南洛阳附近）是居于洛河旁的一个小国，国君洛伯名用，河国在黄河边，国君河伯名冯夷，两国一直不和。洛伯率领本国军队外出，与河伯所率军队相遇。双方发生争执，即行交战，河军击败洛军。

## 九歌中的河伯
屈原所編寫的《楚辭.九歌》中有一篇也名為〈河伯〉的章節，但這一篇中描述的主要是河伯和其戀人的戀愛故事。
由於文章中沒有提及河伯的相關事項，因此九歌中河伯的職責有許多說法，除了黃河之神外，有學者認為是沅湘一帶的小河之神，亦有說法認為他是普天下河川之神的通稱。